# Piotr Lubart
Piotr Lubart zwany Aurifaber (ur. ok. 1470 w Krakowie, zm. 21 grudnia 1530 tamże) – doktor teologii, profesor Akademii Krakowskiej, biskup sufragan płocki, filozof, bibliofil.

## Życiorys
Pochodził z rodziny złotników krakowskich notowanej w Krakowie już w XIV wieku. Był synem Mikołaja Lubarta Aurifabera, miał młodszego przyrodniego brata Stanisława (zm. 1541), profesora Uniwersytetu Krakowskiego .
W 1488 studiował na wydziale nauk wyzwolonych Akademii Krakowskiej uzyskując w 1491 tytuł bakałarza, a w 1495 magistra. Do 1507 pracował jako wykładowca na Wydziale sztuk wyzwolonych. Był uczniem Jakuba z Gostynina i za nim był zwolennikiem via antiqua w filozofii .
W 1507 roku uzyskał zgodę na wyjazd do Rzymu gdzie kontynuował studia teologiczne zakończone uzyskaniem tytułu doktora teologii . Uzyskał też w Kurii Rzymskiej ekspektatywę uzyskania profesury na najbliższym wolnym stanowisku w Kolegium Większym Uniwersytetu Krakowskiego. Spotkało się to jednak z oporem i oburzeniem kadry profesorskiej Uniwersytetu . W 1512 występuje w dokumentach jako profesor teologii i prowadził wykłady z teologii (zachowały się komentarze do Ewangelii Łukasza i Ewangelii Jana. Brak jednak ścisłych dowodów na to, że został inkorporowany do Wydziału Teologicznego . Został też proboszczem uniwersyteckiego Kościoła św. Anny .
W czasie studiów zawarł znajomość z późniejszym biskupem płockim Erazmem Ciołkiem. Jego przyjaźni i protekcji zawdzięczał w latach 1513-1514 stanowisko opata w klasztorze Benedyktynów w Płocku. W 1514 został wybrany na urząd biskupa sufragana płockiego z tytularna siedzibą biskupia w Lacedemonie. Bardzo aktywnie uczestniczył w życiu kapituły, jak i diecezji płockiej będąc delegatem na synody prowincjonalne, polubownym sędzią i wizytatorem. Z polecenia biskupa Andrzeja Krzyckiego zajmował się zbieraniem specjalnego podatku pro fabrica ecclesiae dla upiększenia katedry płockiej, który bardzo przydał się po pożarze z marca 1530 do odbudowy katedry, we wrześniu 1530 zobowiązał się również do sfinansowania budowy kaplicy św. Anny przy katedrze .
Ostatnia informacja o życiu biskupa Piotra pochodzi z 1 października 1530, kiedy to przyjechał do Krakowa. Zmarł nad ranem 21 grudnia 1530, prawdopodobnie 23 grudnia odbył się pogrzeb w kościele Mariackim. Na jego płytę nagrobną i miejsce pochówku trafili konserwatorzy w trakcie prac remontowo-konserwatorskich w 2009 .

## Twórczość
Piotr Lubart był autorem prac teologicznych i filozoficznych. Był również bibliofilem, który zgromadził liczny księgozbiór rękopisów i inkunabułów. Duża część tego księgozbioru (40-50 ksiąg) została przekazana po jego śmierci bibliotece katedralnej w Płocku, z zagwarantowanym prawem dożywotniego korzystania przez brat biskupa Piotra, Stanisława, będącego również wykonawcą testamentu. W czasie II wojny światowej księgi te zostały zagrabione przez Niemców i nie udało jej się odzyskać. Pozostała część księgozbioru trafiła do Biblioteki Jagiellońskiej, gdzie znajduje się do dzisiaj  .
W pierwszym okresu swoich pracy wykładowczej (1495-1507) Piotr Lubart zajmował się komentowaniem dzieł Arystotelesa: Analityk wtórych (za Idzim Rzymianinem i Pawłem z Wenecji), O duszy (za Tomaszem z Akwinu i Idzim Rzymianinem), O powstawaniu i ginięciu (za Albertem Wielkim, Idzim Rzymianinem, Aleksandrem z Aleksandrii i Marsyliuszem z Inghen), O niebie, O świecie, Ekonomiki, Parva naturalia, Metafizyki, Fizyki i Topik) oraz Tomasza z Akwinu (Byt i istota). Wykładał również dzieła Owidiusza (Metamorfozy i Heroidy), Wergiliusza (Eneida i Bukoliki) oraz komedie Terencjusza . W swoich wykładach i komentarzach podążał śladami swojego nauczyciela, Jakuba z Gostynina. Reprezentował popularny w końcu XV w. w Krakowie nurt arystotelizmu zwanego via antiqua. Cechował się on eklektyzmem, w którym pisma Arystotelesa czytane były przez pryzmat pism Awerroesa, Alberta Wielkiego, Tomasza z Akwinu i Idziego Rzymianina .  W okresie późniejszym, jako profesor teologii, zajmował się komentowaniem ewangelii.